# Korgialenios-Bibliothek

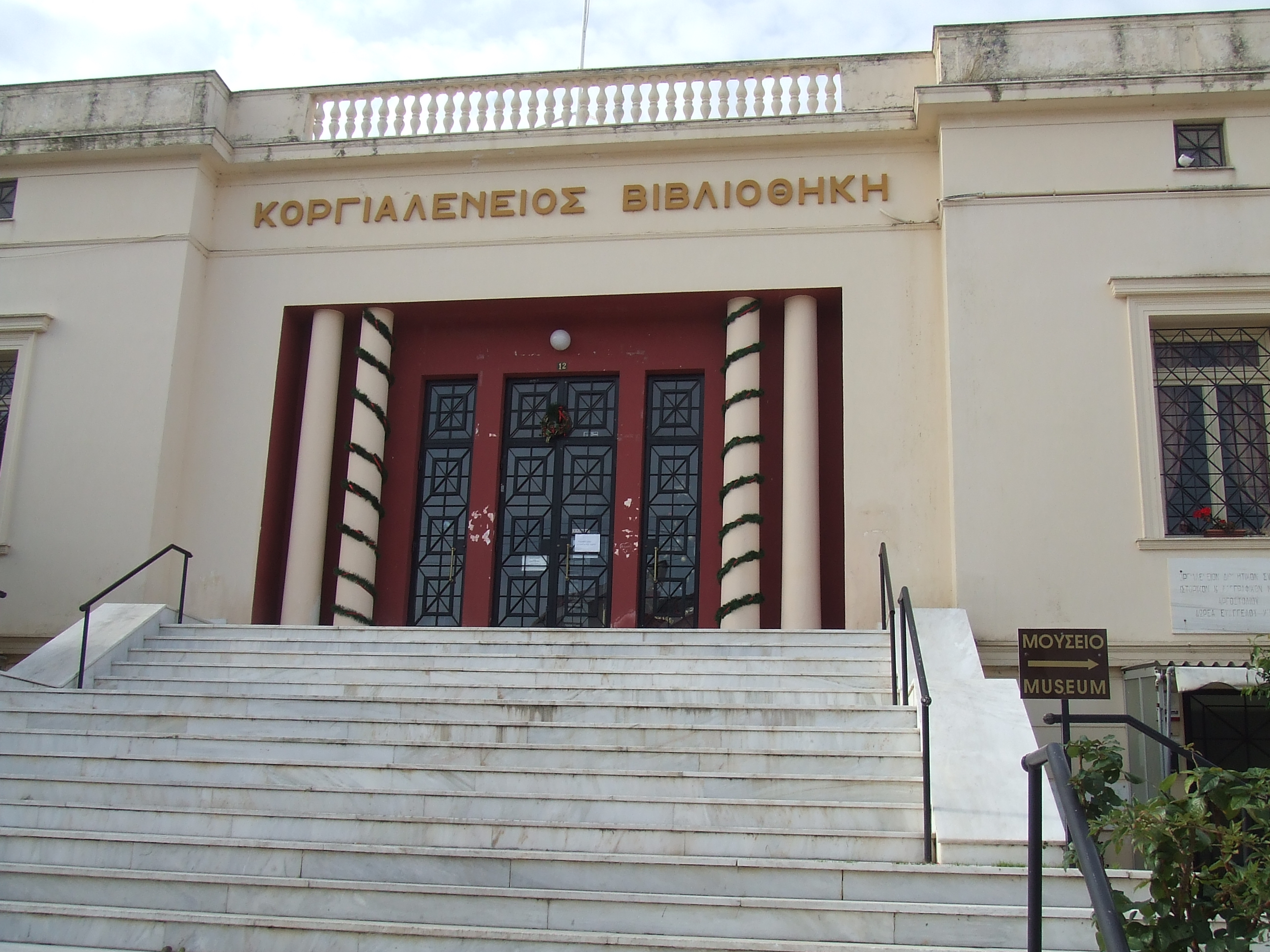
Der Eingang des Gebäudes

Die Korgialenios-Bibliothek (griechisch Κοργιαλένειος Βιβλιοθήκη Korgialenios Vivliothiki) ist eine Bibliothek und ein Museum in Argostoli auf Kefalonia. Die Institution geht auf eine Stiftung von Marinos Korgialenios zurück.

## Geschichte
Marinos Korgialenios hatte in seinem Testament die Gründung einer Bibliothek in Argostoli verfügt. Diese wurde 1924 gegründet. Das Gebäude wurde 1940 und im Erdbeben von 1953 teilweise zerstört, so dass die Bücher ausgelagert werden mussten. 1963 konnte das wiederaufgebaute Gebäude erneut bezogen werden.
Seit etwa 2000 existiert auch eine Leihbibliothek, diese ist jedoch formell nicht Teil der Stiftung, da im Testament das Verleihen der Bücher explizit ausgeschlossen wurde.
Neben der Bibliothek wurde auch ein Archiv über die Geschichte der Ionischen Inseln und Kefalonia angelegt, ein Großteil davon geht auf Schenkungen zurück.

## Heimatmuseum
Der Keller wurde zu einem Heimatmuseum ausgebaut, neben dem Archäologischen Museum von Kefalonia und der Cosmetatos-Stiftung ist es eines der drei größeren Museen der Stadt.